# Ștefan Bărboianu
Ștefan Nicolae Bărboianu (n. 24 ianuarie 1988, Craiova, România) este un fotbalist român, care joacă pe post de fundaș lateral la Reșița în Liga a II-a. Pe plan internațional, are prezențe la națională pentru România Sub-19 și România Sub-21. pe postul de fundaș.

## Carieră
A debutat pentru Universitatea Craiova în Liga a II-a pe 24 mai 2006, într-un meci pierdut împotriva Daciei Mioveni, iar debutul său în Liga I a avut loc pe 21 octombrie 2006 într-un meci câștigat împotriva lui FC Național București.

## Titluri
| Sezon   | Club                  | Titlu   |
| ------- | --------------------- | ------- |
| 2005-06 | Universitatea Craiova | Liga II |